# ترس د آلبانچس
تُرِس دِ آلبانِچس (به اسپانیایی: Torres de Albánchez) یکی از دهستان‌های استان خائن در کشور اسپانیا است. این شهر با مساحت ۶۵ کیلومتر مربع، ۹۵۰ تن جمعیت دارد.